# Operacions massives de l'NKVD
Les operacions massives del NKVD van ser dirigides durant la Gran Purga i dirigides contra categories específiques de gent. Com a norma general, es portaven a terme d'acord amb l'ordre corresponent del Comissari del Poble d'Afers Interns, Nikolai Iejov.
El 17 de novembre de 1938, un decret conjunt del Sovnarkom URSS i del Comitè Central del VKP(b) i l'orde subseqüent del NKVD signada per Lavrenti Béria cancel·là la major part de les ordres de l'NKVD d'aquest tipus (encara que algunes, com l'Ordre de l'NKVD 00689 seguiren vigents) i suspengué la implementació de les sentències de mort, significant així el final de la Gran Purga (la Iejovixtxina).
Entre les operacions trobem:
- Dirigides contra els ex-kulaks, criminals i d'altres elements anti-soviètics.
  - Ordre de l'NKVD 447
- Traïdor als membres de la família de la Patria
  - Ordre de l'NKVD 486
- Operació Kharbin de l'NKVD
  - Ordre de l'NKVD 593

També trobem operacions d'aquesta mena dirigides contra ètnies estrangeres (ètnies situades en territoris fronterers), a diferència de les repressions dirigides contra les nacionalitats, dutes a terme durant la Segona Guerra Mundial:
- Operació alemanya de l'NKVD
  - Ordre de l'NKVD 439
- Operació polonesa de l'NKVD
  - Ordre de l'NKVD 485
- Operació romanesa de l'NKVD
- Operació finesa de l'NKVD
- Operació letona de l'NKVD
- Operació coreana de l'NKVD